# Zdeňka Vávrová
Zdeňca Vávrová (1945) és una astrònoma de la República Txeca.
Va codescubrir el cometa periòdic 134P/Kowal-Vávrová. Vávrová ho va observar com un asteroide, que va rebre la designació provisional 1983 JG, sense arribar a veure la cabellera del cometa. Posteriorment, imatges preses per Charles Thomas Kowal van mostrar una cabellera i l'asteroide es va convertir en un cometa.
També va descobrir 115 asteroides i l'asteroide (3364) Zdenka, que rep aquest nom en el seu homenatge. (en anglès)